# Jeg mener - Jeg ser
Jeg mener - Jeg ser er en dansk portrætfilm fra 2007 med instruktion og manuskript af Malene Ravn.

## Handling
Der mangler vidner i tiden, siger Jørgen Haugen Sørensen, en af Danmarks mest markante billedhuggere. Fri af stil, regler og kunststrømninger bruger han løs af sine livsindtryk og erfaringer, af alt det, han oplever, mener, ser. Filminstruktøren Malene Ravn har fulgt Jørgen Haugen Sørensen i de sidste 10 år, hvor han er vendt tilbage til leret og det figurative, som han startede med som ganske ung. Haugen Sørensen bruger sine lerskulpturer som fortællinger, og filmen skildrer med et intenst nærvær kunstneren i hans arbejde, fra spæd følelse, tanke, idé til færdigt værk. Jørgen Haugen Sørensens enorme energi bærer filmen, mens gigantiske hundeslagsmål, forvredne menneskekroppe og kranier vokser frem mellem hænderne på ham.